# Giáo hoàng Simpliciô
Simpliciô (Tiếng Latinh: Simplicius) là người kế nhiệm giáo hoàng Hilariô và là vị Giáo hoàng thứ 47. Ông được Giáo hội Công giáo Tây phương suy tôn là thánh và được kính nhớ vào ngày 10 tháng 3. Theo niên giám tòa thánh năm 1806 thì ông đắc cử vào năm 467 và ở ngôi Giáo hoàng trong 15 năm. Niên giám tòa thánh năm 2003 xác định triều đại của ông kéo dài từ ngày 3 tháng 3 năm 468 và kết thúc vào ngáy 10 tháng 3 năm 483.
Simpliciô được sinh tại Tivoli, Ý là con trai của một công dân có tên là Castinus. Hầu hết những thông tin về vị Giáo hoàng này đều bắt nguồn từ Liber Pontificalis. Trong thời ông, xảy ra cuộc thất trận của hoàng đế Tây Phương và cuộc ly giáo, từ đó dẫn đến việc thành lập các Giáo hội Armenia, Syria và Ai Cập (Copts). Ông cũng là người đã quy định việc phân phối các lễ vật dâng cúng của khách hành hương cho các thánh đường mới.
Trong suốt triều Giáo hoàng của ông, Đế quốc Phương Tây diệt vong. Đức Simplicius tự dấn thân tổ chức tài sản của Toà Thánh và thế là ông trở thành một người quản lý tài giỏi. Năm 476, Odoacrius, nguyên là một sĩ quan của Attila người Skyro, lãnh đạo quân Herulo nổi dậy chống vị nhiếp chính Oreste lật đổ Romulus Augustulus-vị hoàng đế cuối cùng của đế quốc Tây La Mã. Odoacrius đã lên ngôi hoàng đế và lấy danh hiệu là Rex Gentium (vua các dân tộc), nhưng vẫn duy trì tổ chức đế quốc cũ. Odoacrius đã thực hiện vài thay đổi ở Rôma. Giáo hoàng Simpliciô đã cố gắng để duy trì thẩm quyền của Rôma ở phương tây.
Giáo hoàng Simplicius cũng là người bảo vệ những tín điều của công đồng Calcedonia (451) chống lại lạc giáo Eutkykes đồng thời ông cũng phản đối việc giáo chủ của Constantinopoli giành quyền ngang bằng với Roma. Năm 471, Acaciô, một người độc tài, tham vọng, nhưng khéo léo, được đưa lên toà thượng phụ Constantinôpôli. Thời Hoàng Đế Lêô I, ông đã bảo vệ giáo lý Công Đồng Chalcêđônia rất hăng, vì Hoàng Đế nhận giáo lý ấy, khi Hoàng Đế Zênon lên ngôi, nhận giáo lý khác, vị chức sắc của ông ta liền đổi thái độ. Quá bận rộn vì rợ Gốt đe doạ và vì âm mưu chống lại ông xảy ra không ngừng Zênon có ý nghĩ hoà giải dân tộc–chính thống và đơn tính–để loại bỏ mọi lý do gây rối trong nước. Acaciô muốn hạ Roma, vì Roma vẫn không thừa nhận khoản 28 giáo luật (cho tới tận thế kỷ XIII),ông mơ mộng làm Giáo hoàng Byzancia, quản lý tất cả các Giáo hội trong Đế quốc Đông Phương. Acaciô thương nghị với Phêrô Mongô Giám mục theo thuyết Đơn Tính ở Alêxanđria.
Năm 482, một nghị quyết của Hoàng Đế gọi là Hénotique nghĩa là "Bình Định" được công bố, trong đó Nestoriô và Eutyches một lần nữa bị giáng vạ, một lần nữa Nhân tính và Thiên tính Đức Kitô được xác nhận một cách mơ hồ, tránh những công thức quyết liệt, kiểu Byzancia khiến những điều tương phản nhất trở nên hài hoà, nhưng không ai không nhận thấy ý đồ của bản văn là vứt bỏ các nghị quyết của Công Đồng Chalcêđonia. Acaciô và Phêrô Mongô phó thự các Giám mục từ chối không chấp nhận bị xua đuổi khỏi toà. Nhưng Roma phản đối.Trong cơn hấp hối kéo dài của ông, ông đã giao phó Tòa giám mục Rô-ma và Giáo hội cho tư lệnh vệ binh là Cêcia Đêciô Maximô Basiliô trẻ. Ông này lợi dụng địa vị của mình và sự sụp đổ của Đế quốc để đặt Giáo hội Rô-ma dưới sự kiểm soát của viện nguyên lão.
Khi qua đời, Simplicius được an táng trong vương cung thánh đường thánh Phêrô cũ.